# Mnesithea
Mnesithea Kunth é um género botânico pertencente à família Poaceae.

## Sinônimo
- Diperium Desv.